# Aureliano de Matos

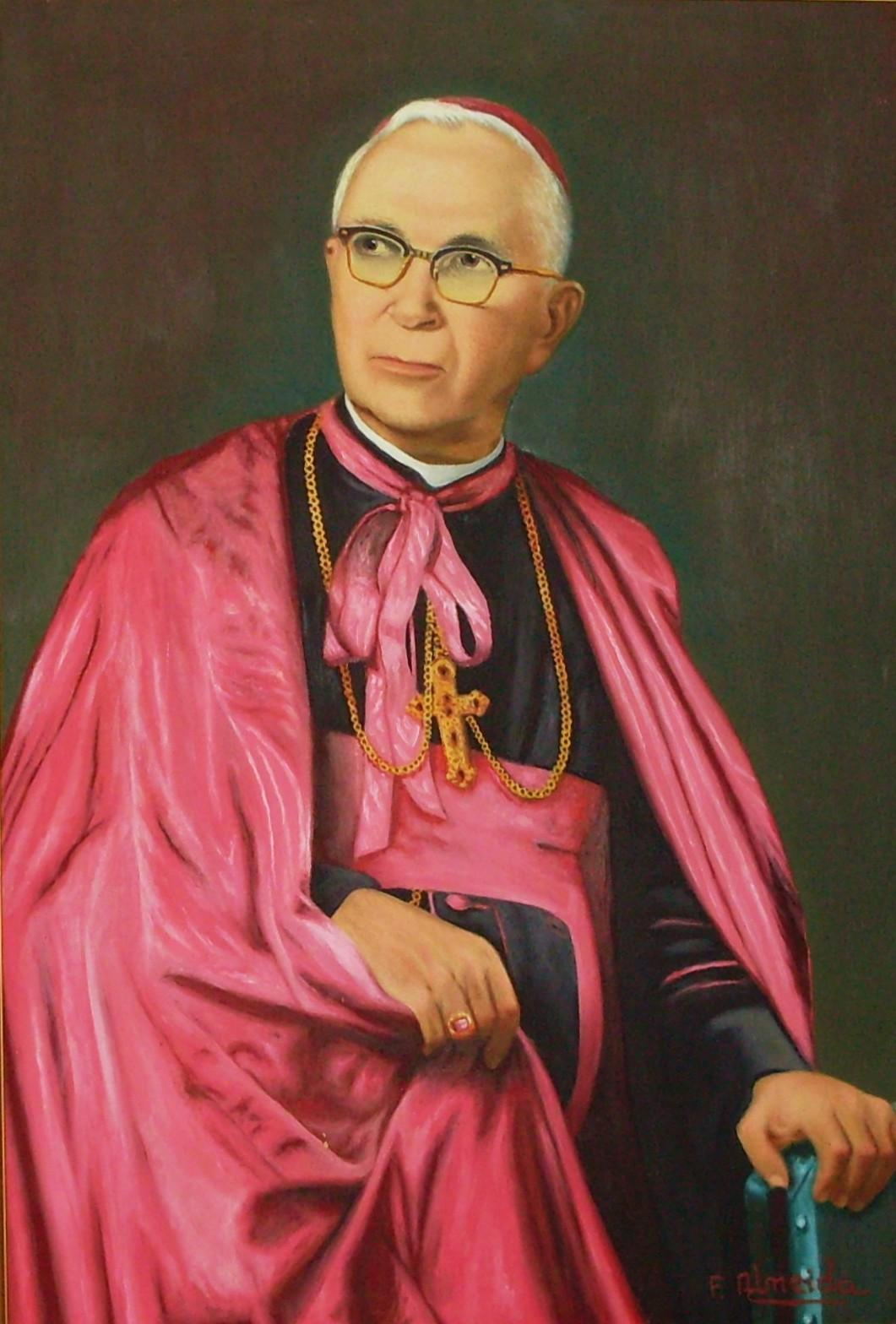
Aureliano de Matos

Aureliano de Matos (* 17. Juni 1889 in Itapagé, Ceará, Brasilien; † 19. August 1967) war ein brasilianischer Geistlicher und römisch-katholischer Bischof von Limoeiro do Norte.

## Leben
Aureliano de Matos empfing am 30. November 1914 das Sakrament der Priesterweihe.
Am 30. Januar 1940 ernannte ihn Papst Pius XII. zum ersten Bischof von Limoeiro do Norte. Der Erzbischof von Fortaleza, Manoel da Silva Gomes, spendete ihm am 29. September desselben Jahres die Bischofsweihe; Mitkonsekratoren waren der Bischof von Sobral, José Tupinambá da Frota, und der Bischof von Crato, Francisco de Assis Pires.